# Thomas Noland
Thomas Noland est une série de bande dessinée historique dessinée par le Belge Franz et écrite par le français Daniel Pecqueur. Publiée à partir d'octobre 1982 dans Charlie Mensuel, elle a fait l'objet de cinq albums édités entre 1984 et 1998 par Dargaud.
Cette série « ambitieuse » retrace l'histoire des États-Unis au XXe siècle à travers Thomas Noland, un soldat américain envoyé combattre au Viet-Nam, son père Trévor, son grand-père Timothy et son arrière-grand-père Télémachus.

## Publications

### Périodiques
1. Thomas Noland, dans Charlie mensuel no 7 à 12, 1982[2].
2. Thomas Noland, dans Charlie mensuel no 23 à 28, 1984[2].
3. L'Oprhelin des étoiles, dans Pilote et Charlie no 11 à 14, 1987[3].
4. Les Naufragés de la jungle, dans Pilote no 28-29, 1988[3].

### Albums
- Thomas Noland, Dargaud[4] :

1. La Glaise des cimetières, 1984.
2. Race de chagrin, 1984.
3. L'Orphelin des étoiles, 1987.
4. Les Naufragés de la jungle, 1989.
5. Le Goéland, 1998[5].